# 나쓰미촌
나쓰미촌(夏海村)은 이바라키현 가시마군에 일찍이 존재했던 촌이다. 현재의 호코타시, 오아라이정에 해당한다.

## 지리
태평양에 접해 있는 늪의 동쪽 기슭에 위치해 있었다.

## 역사
- 1889년 4월 1일 - 정촌제 시행에 의해 가시마군 나쓰미촌이 성립하였다.
- 1955년
  - 3월 3일 - 오야촌, 스와촌과 신설합병해, 아사히촌이 성립하여, 동일 나쓰미촌은 폐지되었다,
  - 7월 23일 - 잔부는 오아라이정에 편입되었다.

## 인구
| 1891년 | 2,380 |
| 1920년 | 2,947 |
| 1935년 | 3,225 |
| 1950년 | 4,025 |

## 교통

### 도로
- 2급 국도
  - 국도 제123호선 (현:국도 제51호선)

## 참고문헌
- 角川日本地名大辞典編纂委員会『가도카와 일본 지명 대사전 8 茨城県』、가도카와 쇼텐、1983年 ISBN 4-04-001080-9